# Alois Seidel
Alois Seidel (ur. 1890, zm. ?) – zbrodniarz hitlerowski, członek załogi niemieckiego
obozu koncentracyjnego Mauthausen-Gusen i SS-Oberscharführer.
W latach 1943–1944 był członkiem Luftwaffe, z której w grudniu 1944 przeniesiono go do Waffen-SS. Od 1 września 1944 do 21 kwietnia 1945 pełnił służbę w Melk, podobozie Mauthausen. Był między innymi kierownikiem komanda więźniarskiego i brał udział w ewakuacji z Melk do Ebensee.
Alois Seidel został osądzony w czternastym procesie załogi Mauthausen-Gusen (USA vs. Adolf Lehmann i inni) przed amerykańskim Trybunałem Wojskowym w Dachau i skazany na 3 lata pozbawienie wolności za znęcanie się nad więźniami.